# Kate Nauta
Pour les articles homonymes, voir Nauta.
Kate Nauta, ou Katie Nauta, est une mannequin, actrice et chanteuse américaine, née le 29 avril 1982 à Salem en Oregon.
Elle a utilisé le prénom Katie pour son travail comme mannequin, puis Kate en tant qu'actrice et chanteuse.

## Biographie
Kate Lynn Nauta grandit à Woodburn (Oregon), où elle vit jusqu'en 2000. Elle commence le mannequinat à l'âge de 15 ans. À 17 ans, elle est la gagnante américaine du concours Elite Model Look, et travaille ensuite pour l'agence Mode Models International. Elle est modèle pour Versace (Sport), L'Oréal, DKNY et Abercrombie & Fitch. Elle participe aussi à des publicités pour d'autres marques, par exemple pour Motorola.
Kate Nauta chante et écrit des chansons. Elle travaille sur sa musique avec Lenny Kravitz. Elle est ensuite choisie pour interpréter le rôle de Lola dans le film Le Transporteur 2, qui utilise deux de ses chansons pour la bande originale.

## Filmographie
- Le Transporteur 2 (2005) : Lola
- Maxi papa (2007) : Tatianna
- Nine Miles Down (2009) : Jennie Christianson
- Dance Crew (2012) : Fiona